# Ceropegia hookeri
Ceropegia hookeri är en oleanderväxtart som beskrevs av Charles Baron Clarke. Ceropegia hookeri ingår i släktet Ceropegia och familjen oleanderväxter. Inga underarter finns listade i Catalogue of Life.